# Алкогольная кардиомиопатия
Алкогольная кардиомиопатия — заболевание, проявляющееся в виде диффузного поражения сердечной мышцы, обусловленное длительным употреблением алкоголя. Проявляется в виде прогрессирующей сердечной недостаточности, может сопровождаться ишемией миокарда. Причиной развития заболевания является непосредственное токсическое действие этилового спирта на клетки миокарда.

## Этиология
Основные причины развития заболевания – это регулярный прием спиртных напитков на протяжении 10 и более лет. Обычно достаточным является регулярное потребление 100 мл чистого этанола. Считается, что болезнь возникает у 50 % хронических алкоголиков. Смерть в результате нарушения сердечной деятельности наступает у 10 - 20% больных алкоголизмом.

## Патогенез
Патогенез алкогольной кардиомиопатии связан в первую очередь с биологическими свойствами этанола — его прямым токсическим действием на кардиомиоциты, а также влиянием его метаболита — ацетальдегида. Однако этанол обычно оказывает токсическое действие не только на миокард, но и на скелетные мышцы, приводя к миопатии. Поэтому имеются и другие клинические варианты поражения сердца при алкоголизме — это предсердные и желудочковые аритмии.

## Клиника

### Клинические формы
1. Классическая. Больной страдает хроническим алкоголизмом, испытывает боли в сердце (особенно по ночам), имеет одышку, частое сердцебиение, беспокоят перебои в работе сердца. Описанные симптомы резко усиливаются на 2-3 сутки после употребления большого количества спиртного.
2. Псевдоишемическая. Больной испытывает боли в области сердца различной длительности и силы. Они могут быть вызваны физическими нагрузками или другими несвязанными причинами. Характерно несильное повышение температуры тела, увеличение сердца, одышки, отеков. Часто боли сопровождаются нарушением ритма сердца.
3. Аритмическая. Характерна фибрилляция предсердий, экстрасистолия, пароксизмальные тахикардии, проявляющиеся в частом сердцебиении, иногда возможно головокружение, потеря сознания, наблюдается увеличение сердца, одышка.

### Клинические стадии
1-я стадия характерна болями в сердце, проявляющимися эпизодически, нарушением ритма. Длительность стадии – до 10 лет.
2-я стадия развивается у людей, страдающих алкогольной зависимостью более 10 лет. Развивается сердечная недостаточность, характеризующаяся одышкой, кашлем, отечностью ног. Из внешних признаков: синюшность лица, губ, кистей, стоп (акроцианоз). Возникает застой крови в малом круге кровообращения (проявляется в виде одышки в положении лежа), застой в большом круге кровообращения (увеличение печени). Развивается мерцательная аритмия.
3-я стадия проявляется нарушениями функций внутренних органов, необратимым изменением их структуры, тяжелой недостаточностью кровообращения.

## Диагностика
Постановка диагноза возможна при наличии аномальных звуков сердца, аномалий на ЭКГ, увеличенного сердца на рентгенограмме грудной клетки. Подтвердить диагноз могут отклонения на эхокардиограмме, катетеризации сердца, ангиографии.

## Лечение
Без полного отказа от алкоголя терапия не даст никакого результата. Поэтому она должна проводиться при участии врача-нарколога, задача которого - уменьшить тягу к алкоголю. Для улучшения состояния больного необходим полный отказ от алкоголя.

Как правило, лечение алкогольной кардиомиопатии – сложный и длительный процесс, который продолжается в течение нескольких месяцев и даже лет. Это связано с тем, что функции миокарда восстанавливаются очень медленно. Большое внимание уделяется питанию. Диета включает много белков и витаминов, дефицит которых обычно способствует развитию заболевания. 

При алкогольной кардиомиопатии поражается не только сердце, но и печень, почки, органы дыхания. Поэтому лечение направлено на восстановление всех органов и зависит от клинической картины. Следует учитывать возможность внезапного летального исхода.

## Прогноз
Прогноз условно неблагоприятный, заболевание является хроническим, сопровождается морфологическими изменениями, адекватное лечение лишь останавливает его развитие, несколько улучшает состояние больного, но не обращает течение заболевания вспять.